# Hastula continua
Hastula continua é uma espécie de gastrópode do gênero Hastula, pertencente a família Terebridae.